# گنادی نیکولایف
گنادی نیکولایف (انگلیسی: Gennady Nikolayev; ۸ ژوئیهٔ ۱۹۳۶ – ۶ ژوئن ۲۰۱۳) شناگر اهل اتحاد جماهیر شوروی سوسیالیستی بود.